# Univerzita Paříž VIII
Univerzita Paříž VIII, francouzsky plným názvem Université Paris VIII Vincennes-Saint Denis je francouzská vysoká škola. Hlavní sídlo školy se nachází ve městě Saint-Denis. Škola se specializuje na humanitní a společenské vědy.

## Historie
Univerzita byla vybudována na podzim 1968 v Bois de Vincennes jako Centre universitaire expérimental de Vincennes (Univerzitní experimentální centrum Vincennes) a v lednu 1969 zahájila provoz v prostorech pronajatých městem Paříží. Univerzita byla založena jako bezprostřední důsledek událostí května 1968, s myšlenkou neakademického pojetí výuky, kde se na učitele a studenty pohlíží jako na spolupracovníky. Zahájení výuky se zúčastnilo mnoho významných osobností jako Hélène Cixous, Gilles Deleuze, Michel Foucault nebo Jean-François Lyotard a na školu přešlo i mnoho vyučujících a studentů z tradiční Pařížské univerzity. Univerzita je velmi vstřícná ke studujícím při zaměstnání, proto nabízí mnoho kurzů ve večerních hodinách, je rovněž otevřená cizincům. Byly zavedeny některé novinky jako rovnost mezi studenty a učiteli, není rozdíl mezi přednáškami a cvičením, byla zavedena interdisciplinární výuka mezi odlišnými obory jako jsou filozofie, sociologie, matematika, literatura a historie.
Výrazným rysem univerzity je její silná politizace. Na škole působí komunistické, maoistické a jiné levicové skupiny (zejména v oblastech filozofie, sociologie a dalších humanitních vědách), které se neobejdou bez následků na pedagogických vztazích mezi učiteli a studenty i na vztazích mezi fakultami a jejich učiteli.
V roce 1980 byla univerzita na popud tehdejšího pařížského starosty Jacquese Chiraca přeložena z Bois de Vincennes do Saint-Denis a budovy byly strženy. Tehdejší ministryně školství Alice Saunier-Seité k přesunu o 15 km uvedla: „De quoi se plaignent-ils? Leurs nouveaux bâtiments seront situés entre la rue de la Liberté, l'avenue Lénine et l'avenue Stalingrad, et ils sont chez les communistes“. (Nač si stěžují? Jejich nové budovy se budou nacházet mezi ulicí Svobody, Leninovou třídou a Stalingradskou třídou, takže budou mezi komunisty.)

## Významní absolventi a učitelé
K osobnostem, které na škole studovaly, patří režiséři Jérôme Bonnell, Guillaume Canet, Cédric Klapisch nebo filozof Slavoj Žižek. Na škole rovněž jako pedagogové kratší či delší dobu působili:
- Roland Barthes, literát
- Yves Bonnefoy, básník
- Hélène Cixous, spisovatelka a filozofka
- Noam Chomsky, lingvista a filozof
- Gilles Deleuze, filozof
- Michel Foucault, filozof
- Dario Fo, italský spisovatel
- André Glucksmann, filozof
- Guy Hocquenghem, spisovatel
- Jacques Lacan, psychoanalytik
- Jean-François Lyotard, filozof
- Marcel Marceau, herec
- Herbert Marcuse, filozof a sociolog
- Michel Serres, filozof
- Iannis Xenakis, řecký skladatel a architekt